# Jakub Wilk
Jakub Wilk (* 11. Juli 1985 in Posen, Polen) ist ein polnischer Fußballspieler.

## Vereinskarriere
Wilk begann seine Karriere in der Jugendmannschaft von SKS 13 Posen. In der Saison 2003/04 kam er in den Amateurkader von Lech Posen. Anfang 2005 schaffte er dann endgültig den Sprung in die erste Mannschaft von Lech.
International spielte er das erste Mal in der Saison 2005/06. Er spielte mit Lech im UI-Cup-Spiel der 2. Runde gegen den Vertreter aus Frankreich RC Lens. Wilk wurde in der 59. Minute für Artur Marciniak eingewechselt. Das Spiel endete 0:1.
Im Januar 2012 wurde er bis zum Saisonende 2011/12 an den Ligakonkurrenten Lechia Gdańsk ausgeliehen. Im Sommer 2012 kehrte er nach Posen zurück. Nach nur fünf Einsätzen in der Hinrunde 2012/13 löste Wilk seinen Vertrag im Januar 2013 vorzeitig auf.
Ende Februar 2013 unterschrieb Wilk einen Vertrag beim litauischen Erstligisten VMFD Žalgiris Vilnius. Diesen verließ er nach einem halben Jahr wieder und schloss sich dem rumänischen Klub FC Vaslui an. Anfang 2014 kehrte er nach Vilnius zurück und wurde mit dem Klub Meister und Pokalsieger. Sein Vertrag wurde nicht verlängert; Wilk ist seit dem 1. Juli 2015 vereinslos. Ende Oktober 2015 unterschrieb Jakub Wilk einen Vertrag mit dem polnischen Zweitligisten Zagłębie Sosnowiec. Anfang 2017 wechselte er zu Ligakonkurrent Bytovia Bytów. Seither spielt Wilk unterklassig in Polen.

## Nationalmannschaft
International debütierte er für Polen am 7. Februar 2009 beim Freundschaftsspiel gegen Litauen (1:1). Insgesamt bestritt er im Jahr 2009 drei Länderspiele. Seit 2010 wurde er nicht mehr nominiert.

## Erfolge
- 2× Litauischer Meister (2013 und 2014)
- 3× Litauischer Pokalsieger (2013, 2014 und 2015)
- 1× Litauischer Supercupsieger (2013)
- 1× Polnischer Pokalsieger (2009)
- 1× Polnischer Supercupsieger (2010)
- 1× Polnischer Meister (2010)